# ارهان آیدین
ارهان آیدین (انگلیسی: Erhan Aydın؛ زادهٔ ۱۳ فوریهٔ ۱۹۸۱) بازیکن فوتبال اهل ترکیه است.
از باشگاه‌هایی که در آن بازی کرده‌است می‌توان به باشگاه فوتبال آنکارا اسپور و باشگاه ورزشی وردر برمن اشاره کرد.